# Olga Pilipchuk
Olga Pilipchuk –en ruso, Ольга Пилипчук– es una deportista soviética que compitió en natación sincronizada. Ganó dos medallas en el Campeonato Europeo de Natación, plata en 1989 y oro en 1991.

## Palmarés internacional
| Campeonato Europeo | Campeonato Europeo | Campeonato Europeo | Campeonato Europeo |
| Año                | Lugar              | Medalla            | Prueba             |
| ------------------ | ------------------ | ------------------ | ------------------ |
| 1989               | Bonn (RFA)         | Medalla de plata   | Equipo             |
| 1991               | Atenas (Grecia)    | Medalla de oro     | Equipo             |